# Банда Альфа
«Ба́нда А́льфа» (англ. Alpha Gang) — предстоящий художественный фильм Дэвида Зеллнера и Нейтана Зеллнера в жанре фантастической комедии. В нём снимутся Кейт Бланшетт, Крис Пайн, Дейв Батиста, Леа Сейду, Лили-Роуз Депп и Адриа Архона.

## Сюжет
Группа гуманоидных инопланетян прибывает на Землю в 1950-е годы. Они притворяются байкерами и вскоре подхватывают главный «вирус» человечества — эмоции.

## В ролях
- Кейт Бланшетт
- Крис Пайн
- Дейв Батиста
- Леа Сейду
- Лили-Роуз Депп
- Адриа Архона
- Пэ Дуна
- Келвин Харрисон-младший

## Производство
В июне 2020 года стало известно, что Дэвид Зеллнер и его брат Нейтан станут режиссёрами фильма "Банда Альфа". Его съёмки планировалось начать в 2021 году в Европе.
На протяжении четырёх лет не было никаких новостей о проекте, но в мае 2024 года было объявлено, что главную роль в фильме исполнит Кейт Бланшетт. В октябре того же года актёрский состав фильма пополнили Стивен Ён, Ченнинг Татум, Дейв Батиста, Леа Сейду, Зои Кравиц и Райли Кио, а оператором стал Майк Юлакис.
Съёмки начались в июне 2025 года в Будапеште (Венгрия). К тому моменту от участия в фильме отказались Ён, Татум, Кравиц и Кио, вместо них были приглашены Крис Пайн, Лили-Роуз Депп и Адриа Архона.